# Pedro Pérez
Pedro Damián Pérez Dueñas (Pinar del Río, 1952. február 23. – Havanna, 2018. július 18.) kubai atléta, hármasugró.

## Pályafutása
1970-ben és 1974-ben aranyérmes lett a Közép-amerikai és Karib Játékokon. Az 1971-es pánamerikai játékokon is az első helyen végzett Caliban. Két olimpián vett részt. Az 1972-es müncheni olimpián a 24. helyen végzett. Az 1976-os montréali olimpián negyedik lett.

## Sikerei, díjai
- Pánamerikai játékok
  - aranyérmes: 1971, Cali
- Közép-amerikai és Karib Játékok
  - aranyérmes: 1970, 1974